# اروتیکا
«اروتیکا» (به انگلیسی: Erotica) آلبومی از هنرمند اهل ایالات متحده آمریکا مدونا است که در سال ۱۹۹۲ میلادی منتشر شد.